# Мотоброневагоны России и СССР
Мотоброневагон (моторные броневые вагоны — сокращённо МБВ) — вид броневого вооружения, железнодорожная боевая машина, предназначенная для ведения боевых действий в полосе железной дороги, бронетехника бронетанковых и других родов войск.
В литературе также встречается классификация мотоброневагонов как самоходных броневагонов, и даже (что неверно) бронедрезин, броневых летучек, моторизованных броневагонов и бронепоездов.

## В России

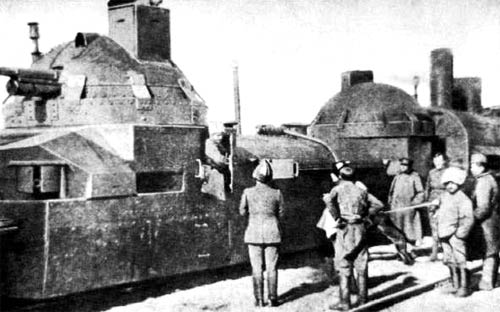
Мотоброневагон «Заамурец», присоединённый к бронепоезду чехословацкого корпуса «Орлик», 1920 год

С началом Первой мировой войны идея применения более мобильных железнодорожных броневых машин в Русской Армии получила импульс. Многие офицеры стали предлагать решения. Было много предложений по совершенствованию вооружения и военной техники, в том числе и железнодорожной.
Моторные бронедрезины и вагоны стали создаваться в Русской императорской Армии железнодорожными войсками:

«… Значительный вес поезда ставит его во всецелую зависимость от состояния рельсового пути в тылу поезда, и в то же время бронепоезд представляет собою удобную цель для неприятельского орудийного огня… Указанные выше недостатки бронепоезда, связанные с сущностью его, не могут быть устранены и были причиной к созданию нового типа легкой и подвижной механической единицы — моторной бронированной пулемётной дрезины типа 12-го железнодорожного батальона, проект какой дрезины с пояснительной запиской и проектом инструкции при сем представляется…» —  из письма в ноябре 1915 года руководству дорожного отдела Управления военных сообщений командира 12-го железнодорожного батальона полковника Фурина.
К осени 1915 года подполковник Бутузов предложил проект броневого самоходного вагона, который, по задумке автора, должен быть лишен недостатков бронепоездов (БП) и бронедрезин — больших размеров и массы — они влияли на заметность бронепоезда, вызванную габаритами и дымом из трубы, небольшой скоростью и подвижностью и неудобства управления огнём при повреждении связи с бронеплощадками, а в бою — отсутствием пушечного вооружения у бронедрезин и недостаточностью бронезащиты.
В 1-й Заамурской железнодорожной бригаде подобные предложения воплощены в жизнь. В январе 1916 года 4-я рота 1-го отдельного железнодорожного батальона бригады в Одесских мастерских Юго-Западной железной дороги по проекту подполковника Бутузова и инженеров-технологов прапорщиков Табуре и Кельчицкого приступила к постройке самоходного броневагона, который стал новинкой вооружения и бронетехники того времени. Мотоброневагон назван «Заамурец» и 16 ноября отправлен для показа в Ставку.

### История службы
Зимой — летом 1917 года «Заамурец» использовался в боях, а в сентябре отправлен в Одессу, где его застала Октябрьская революция. 

В январе 1918 года одесские большевики подняли восстание, в котором участвовал и «Заамурец», внёсший вклад в перелом в боях, который наступил 16 января. 

В июле 1918 года «Заамурец» захвачен чехословаками в Симбирске и использовался в составе бронепоезда чехословацкого корпуса «Орлик». МБВ летом 1919 года обеспечивал безопасность на Транссибирской магистрали. 

После ухода чехословаков «Заамурец» с «Орликом» попадает к японцам, те передали его белым. Он во Владивостоке до осени 1921 года, затем с другими бронепоездами Белой гвардии уведён в Харбин. 

Встречается информация, что в 1930 или 1931 году МБВ «Заамурец» захвачен японцами в Китае.

## В Союзе ССР
К концу 1920-х годов относительно окрепшая военная экономика Союза ССР позволила перейти, к перевооружению Рабоче-крестьянской Красной армии  современным (на то время) вооружением и военной техникой. 18 июля 1929 года Революционный военный совет СССР принял «Систему танко-тракторного и авто-броневого вооружения Рабоче-крестьянской Красной армии», содержавшую, помимо прочего, такой пункт:

I. Утвердить на вторую пятилетку следующую систему бронетанкового вооружения РККА:
1. Основные танки — 5 типов: …
<…>
4. Железнодорожные боевые машины — 2 типа:
а) мотоброневагон,
б) разведывательная дрезина — бронеавтомобиль (стандартный с бронемашиной).
5. Тракторы — 3 типа: …
<…>
— Постановление № 71сс/о Совета Труда и Обороны о системе танкового вооружения РККА, 13 августа 1933 года

### Мотоброневагоны Дыренкова

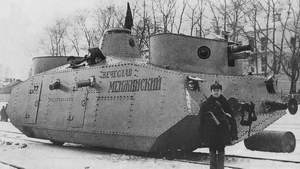
Второй опытный мотоброневагон Д-2 «Вечеслав Менжинский». Экспериментальный завод НКПС. Февраль 1931 года

Моторные броневые вагоны Дыренкова, также называемые мотоброневаго́ны Д-2, мотоброневаго́н Д-3 и мотоброневаго́н Д-6 (также иногда встречается название Мотоброневаго́н Дыренкова) — советские железнодорожные боевые машины выпуска межвоенного периода.
Разработанные в 1930—1932 годах в опытном конструкторско-испытательном бюро под руководством Н. И. Дыренкова и на московском заводе Можерез (Московский железнодорожно-ремонтный завод), МБВ Дыренкова с мощным для своего класса артиллерийско-пулемётным вооружением.
В 1930—1934 годах изготовлено 33 мотоброневагона Дыренкова — 31 Д-2 и по одному несколько отличавшихся Д-3 и Д-6, применявшихся соединениями НКВД по охране железнодорожных сооружений (по ОЖДС) в Великой Отечественной войне.

#### История создания и производства
В мотоброневагонах реализована идея бронепоездов нового поколения. Боевую часть их должны были составлять самодвижущиеся мотоброневагоны — это расширяло тактические возможности — все части бронепоезда могли маневрировать и вести бой и вместе, и на расстоянии друг от друга.
Если с небольшими бронедрезинами более или менее просто, то с более сложным мотоброневагоном поначалу не складывалось — мотоброневагоны Дыренкова получились с ненадежной силовой передачей — сказывалось отсутствие опыта.
Активные работы по созданию мотоброневагонов в нашей стране начаты Н. И. Дыренковым, энергичным изобретателем-самоучкой, — осенью 1929 года Дыренков предложил проект «железнодорожной бронированной автомотрисы» руководству Объединённого государственного политического управления (ОГПУ). Технический отдел ОГПУ решил изготовить и испытать опытный мотоброневагон.
В январе 1930 года собрали и испытали первый опытный мотоброневагон. Результаты же испытаний, наряду с хорошими результатами, выявили и недостатки в опытном МБВ, требовавшие доработки. Но так как Дыренков занят проектированием среднего танка, работы по броневагону затянулись.
Проектом бронированной автомотрисы заинтересовались и военные.
В ноябре 1930 года Дыренков, учитывая результаты испытания опытного броневагона, разработал проект более мощного, тоже обозначенного Д-2. Одновременно прошедшему ремонт опытному МБВ присвоили индекс Д-3.
В феврале 1931 года на Экспериментальном заводе НКПС изготовили 2-й опытный МБВ, который назван «Вячеслав Менжинский» (Д-3 стал называться «Генрих Ягода»).
После пробегов и устранения недостатков Д-2 и Д-3 продемонстрировали командованию войск ОГПУ, на которое оба произвели хорошее впечатление.
Первый опытный Д-2 напоминал увеличенный Д-3. Его корпус также из бронелистов толщиной 10—16 мм на заклепках. В центре Д-2 командирская рубка с наблюдательной башенкой со стробоскопическим прибором наблюдения. В корпусе четыре двери в бортах, а для наблюдения четыре люка. Корпус крепился к раме, в центре которой двигатель «Геркулес» YXC и коробка перемены передач (КПП) Д-35 Дыренкова. В ходовой части две колесных пары от железнодорожных вагонов. По сравнению с Д-3 вооружение Д-2 усилили — две 76-мм «коротких» пушки в башнях, четыре бортовых пулемета Максима и три ДТ (два в башнях и один в командирской рубке.
Представители управления механизации и моторизации (УММ) РККА следили за изготовлением и испытанием бронемотовагонов для ОГПУ — как раз в это время рассматривалась модернизация бронепоездов Красной армии.
В ноябре—декабре 1931 года конструкцию опытного Д-2 существенно изменили. По сравнению с опытным Д-2, во вновь разработанном изменена конструкция орудийных и панорамных башен, рубки и частично корпуса, артиллерийское вооружение планировалось из 76-мм пушек образца 1902 г. на типовых тумбовых бронепоездных установках, предусмотрена установка постов управления огнем, внутренней телефонной и возможность перевода на колею 1435 мм.
В отличие от опытного Д-2, серийные Д-2 с радиостанцией 5-АК с рамочной антенной — на крыше рубки.
31 декабря 1931 года по вновь разработанному проекту решено изготовить 60 мотоброневагонов Д-2 для формирования в РККА 20 дивизионов МБВ.
Изготовление поручили четырём заводам — «Красный Профинтерн», заводу № 1 транспортного отдела ОГПУ в Люблине (бывший Экспериментальный завод НКПС), Калужскому и Коломенскому машиностроительным. В 1932 году на каждом планировали к 15 марта изготовить по 15 Д-2.
Несмотря на заявленные сроки — сдать 1—2 вагона к Первомаю — завод № 1 их не выдержал — первый серийный Д-2 готов только 26 июня 1932 г.
5 июля начальник УММ Халепский подписал приказ о заводских испытаниях Д-2, которые прошли 17 июля. Но в начале пробега у мотоброневагона вышла из КПП и его вернули на ремонт. В отличие от опытного, на серийных Д-2 КПП Д-35 с дисково-сцепной муфтой Дыренкова, обеспечивавшей более плавное переключение передач, а управление вагоном — двойное — механическое и гидравлическое. Это позволило облегчить управление мотоброневагоном, но оно ненадежно. До конца 1932 года завод Можерез не сдал ни одного Д-2.
Первый серийный, проходивший заводские испытания ещё с июня, в очередной раз вышел из строя. На других предприятиях с выпуском Д-2 ещё хуже. В результате к апрелю 1933 года производство Д-2, помимо Можерез, велось только на заводе «Красный Профинтерн» в Брянске. Последний 15-й мотоброневагон вышел с «Красного Профинтерна» в июле 1934 года.
Таким образом, в 1932−1934 годах в Москве и Брянске изготовили 30 серийных мотоброневагонов Д-2.
Параллельно с подготовкой к серийному выпуску Д-2 Дыренков предложил УММ спроектировать тяжелый мотоброневагон с 107-мм пушкой образца 1910 года. Требования на «проектирование и выполнение опытного» мотоброневагона с одной 107-мм пушкой образца 1910 года утверждены 27 октября 1931 года председателем научно-технического комитета УММ Лебедевым. Но из-за загруженности опытно-конструкторского и испытательного бюро (плодовитый Дыренков одновременно разрабатывал несколько типов бронеавтомобилей, боевых химических машин, танков, танкеток, вездеходов и т. д.) проект тяжелого однобашенного мотоброневагона Д-6 был готов лишь летом 1932 года.
К ноябрю 1932 года военные отказались от услуг Дыренкова, с 1 декабря опытно-конструкторское и испытательное бюро расформировано, весь личный состав (за исключением Дыренкова) передавался в распоряжение завода Можерез «для окончания работ по заданиям УММ». В числе этих работ — и опытный Д-6. Для ускорения его изготовления отказались от его вооружения 107-мм орудием и установили 2 76-мм орудия обр. 1902 г. в башнях, аналогичных серийным Д-2. В начале 1933 г. Д-6 готов.

#### Описание конструкции
У Д-2, как и у Д-3 и Д-6, корпус из бронелистов толщиной 10—16 мм, с рамой соединялся на угольниках, по бортам 4 двери, в центре двигатeль Геркулес YXC в 93 л. с. и реверсивная КПП.
В ходовых частях всех трех две оси от железнодорожных вагонов — одна ведущая.
На Д-2 и Д-6 2 76-мм пушки образца 1902 г. в башнях вместе с 2 пулеметами ДТ.
6 пулеметов Максим — 4 бортовых и 2 в спаренной зенитной установке на одной из башен.
Боекомплект — 500 снарядов и 32 000 патронов.
На Д-3 к 1940 году установили 2 башни танков Т-26 выпуска 1933 года, имевшие 45-мм танковую пушку и пулемет ДТ в спаренной установке, и 4 бортовых пулемета Максим.

#### Мотоброневагоны Дыренкова на службе и во Второй мировой войне
Бронепоезда НКВД носили номера полков НКВД по охране железнодорожных сооружений (полков по ОЖДС), в которые входили.
В Советско-финской войне 1939—40 годов на Карельском перешейке участвовало три бронепоезда-роты мотоброневагонов (бепо-МБВ) Д-2 НКВД, каждая имела три мотоброневагона и бронепаровоз: всего 6 орудий, 12 пулеметов Максим, 6 пулеметов ДТ и 3 спаренных зенитно-пулеметных установки. К июню 1941 года в дивизиях НКВД по ОЖДС имелось 12 бепо-МБВ, в которых по штату должно было быть 36 МБВ и 24 БА-10 ж-д, хотя фактически НКВД получил только 31 Д-2 и по одному Д-3 и Д-6, а так же 7 БА-10 ж-д. Так 53-й и 73-й полки имели в составе БЕПО только по 2 МБВ. Аналогичная ситуация была и еще в одном полку, номер которого пока не выяснен.
В предвоенные годы для охраны железных дорог в приграничных районах дивизий НКВД по ОЖДС сформировали несколько. Как правило, в дивизии 3—4 полка, в каждом — бронепоезд или БЕПО-МБВ. 
К началу Великой Отечественной войны БЕПО-МБВ имели 12 полков:
51-й полк 2-й дивизии — Псков
82-й полк 2-й дивизии — Выборг
53-й полк 3-й дивизии — Великие Луки
73-й полк 3-й дивизии — Гомель
76-й полк 3-й дивизии — ст. Орша
55-й полк 4-й дивизии — Коростень
56-й полк 4-й дивизии — Черкассы
71-й полк 6-й дивизии — ст. Вяземская
70-й полк 7-й дивизии — ст. Куйбышевка
67-й полк 8-й дивизии — ст. Слюдянка
68-й полк 8-й дивизии — ст. Оловянная
69-й полк 8-й дивизии — ст. Укурей
На второй день войны бепо-МБВ 53-го полка 3-й дивизии должен был прикрывать Полоцкий железнодорожный узел, бепо-МБВ 76-го полка ушел в Молодечно для поддержки 9-й кавалерийской дивизии. Через несколько дней немецкие пикирующие бомбардировщики и танки уничтожили бронепоезд № 73. 26 июня в Полоцк для прикрытия железнодорожного узла прибыла рота МБВ 53-го полка НКВД из двух мотоброневагонов. 10 июля один мотоброневагон отрезан немцами на перегоне Полота — Дретунь. Саперы Вермахта взорвали железнодорожный путь. После того, как закончился боезапас, команда взорвала мотоброневагон. Погибли и бепо-МБВ № 53 и № 76. Помимо 3-й дивизии, на линии Брест — Вильнюс бронепоезда полков 9-й дивизии НКВД по ОЖДС. Мотоброневагоны 24-й дивизии на направлении Минск — Смоленск. Все 7 БЕПО-МБВ Западного фронта были потеряны в первые недели войны. В дальнейшем были восстановлены немцами и введены в строй.
В Белоруссии в июне 1941 года вели бои 10 бепо НКВД, ранее охранявшие железные дороги.
На юго-западе Украины мотоброневагоны и бронепоезда полков 4-й дивизии НКВД по охране железных дорог. В приграничной полосе у Львова бронепоезда 10-й дивизии. На востоке Украины на железнодорожных линиях роты мотоброневагонов 5-й дивизии НКВД.
Вероятно, последний крупный бой МБВ Д-2 на фронте в конце ноября 1941 года.

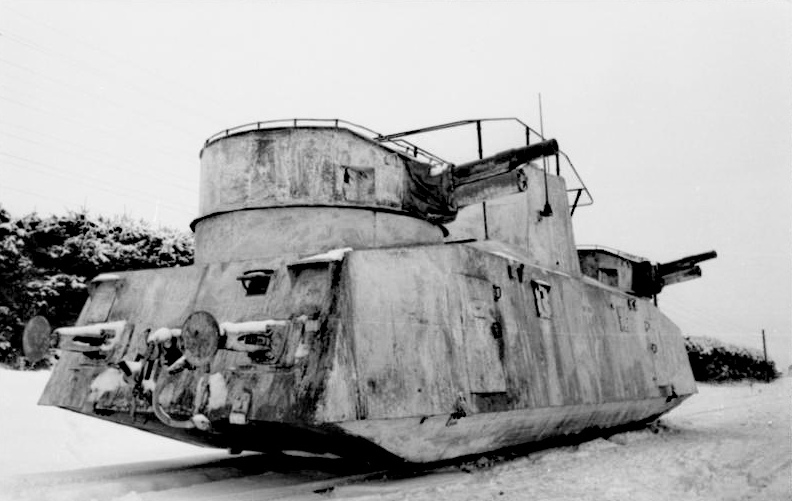
Советский мотоброневагон Д-2, захваченный, отремонтированный, модернизированный и используемый немцами. 1944 год

За первый год войны в боях примерно потеряно более 10 бепо-МБВ. 7 из них немцами в 1944 году отремонтировано и модернизировано (заменены силовая установка и радиостанция, изменены башни).
После 1942 года оставшиеся бепо-МБВ, вероятно, в основном охраняли железные дороги, бепо-МБВ 67-го полка 29-й дивизии НКВД по ОЖДС из 3 нетипичных МБВ — второго опытного Д-2 и единичных Д-3 и Д-6, всю войну охранял туннели на кругобайкальской железной дороге у станции Слюдянка. Также на Дальнем Востоке и в Забайкалье: бепо-МБВ 68-го полка 29-й дивизии — у ст. Оловянная юго-западнее Читы, учебный бепо-МБВ 69-го полка — у ст. Укурей восточнее Читы, бепо-МБВ 70-го полка — у ст. Куйбышевка северо-восточнее Благовещенска, бепо-МБВ 71-го полка 27-й дивизии — у ст. Вяземская южнее Хабаровска, бепо-МБВ 72-го полка 27-й дивизии НКВД — у ст. Ворошилов (ныне [Уссурийск] в Приморском крае).
Оставшиеся в строю Д-2, Д-3, Д-6 и опытный Д-2 использовались частями НКВД до конца Великой Отечественной войны и списаны в конце 1940-х годов.

#### Оценка мотоброневагонов Дыренкова
На момент создания мотоброневагоны Дыренкова — одни из лучших образцов бронированной железнодорожной техники. По меньшему силуэту и маневренности МБВ превосходили бронепоезда, а по защищённости не уступали им. МБВ Д-2 и Д-6 с вооружением, равным одной-двум бронеплощадкам бронепоезда.
Но, обеспечивая плотность и маневренность огня, МБВ Дыренкова не способны эффективно бороться с танками, артиллерией и авиацией, они только были способны бороться с пехотой и огневыми точками противника и прикрывать железнодорожные объекты.
При их создании уделили внимание защите от авиации, для которой железнодорожная техника из-за привязки к железнодорожному полотну уязвима, но зенитные пулемёты винтовочного калибра давали слабую защиту.
Высокая удельная мощность позволяла активно маневрировать, что нередко — залог выживания в бою. Плюс и отсутствие дыма, демаскировавшего бронепоезда с паровозами. Это характерно и для бронедрезин, но МБВ превосходил бронедрезины в огневой мощи, он — практически бронепоезд.
Но МБВ — с относительно слабой броней, защищавшей лишь от пуль и осколков снарядов. При солидных габаритах это могло быть проблемой. Но во время постройки МБВ 16-миллиметровая броня (ещё и под углом) на уровне средних толщин брони наиболее массовых танков РККА (у Т-26 выпуска до 1933 года и у БТ-5 основная часть брони — 13 мм). Надёжность трансмиссии мотоброневагона мала и не обеспечивала длительной эксплуатации, из-за чего ротам МБВ придавали бронированный (или обычный) паровоз и они стали называться бронепоезд-рота МБВ (бепо-МБВ).

### Мотоброневагоны Кировского завода
Мотоброневагоны Кировского завода (Моторные броневые вагоны Кировского завода, МБВ Кировского завода, иногда обозначают и Мотоброневагоны, МБВ, МБВ-2) — советские железнодорожные боевые машины выпуска межвоенного периода. Разработаны в 1935—1936 годах на Кировском заводе с использованием узлов, агрегатов и главных башен танка Т-28. МБВ с мощным для своего класса артиллерийско-пулемётным вооружением. В 1936—1937 годах изготовлено два мотоброневагона, применявшихся РККА в Великой Отечественной войне. В 1936—1937 годах их испытания, в основном, положительны. Дальнейшее производство не развёрнуто из-за слабости брони и зенитного вооружения. 

#### Описание конструкции
Вооружение моторного броневагона Кировского завода — три 76-миллиметровые танковые пушки в башнях.
Первоначально оба МБВ вооружёны тремя пушками КТ-28.
В январе 1940 года взамен пушек КТ-28 МБВ № 2 перевооружен орудиями Л-11.
Летом 1943 года МБВ № 2 снова перевооружили, заменив пушки Л-11 орудиями Ф-34..
МБВ № 1 перевооружили на пушки Ф-34 в августе 1944 — феврале 1945 года.
Общий боекомплект орудий — 361 выстрел.
Вооружен МБВ и 10 пулемётами (не считая зенитных). Четыре Максима в типовых шаровых бронепоездных установках в бортах бронекорпуса (по две с каждого борта). Шесть ДТ — один — в шаровой установке в корме корпуса, по одному — в шаровых установках орудийных башен и по одному — в кормовых нишах кормовой и верхней головной башен.

Носовые башни мотоброневагона № 2. Ленинградский фронт, июнь 1942. МБВ вооружен 76-мм орудиями Л-11. Хорошо видны пулемёты ДТ на зенитных турелях

Основное зенитное вооружение МБВ — выдвижная зенитная счетверённая пулемётная установка М4. Кроме М4, на мотоброневагоне 3 ДТ на зенитных турелях П-40 на крышах орудийных башен.
Общий боекомплект пулемётов: для Максимов — 48 коробок по 250 патронов и 20 по 500 патронов (22 000 патронов); для пулемётов ДТ — 174 дисковых магазина (10 962 патрона).

Член экипажа МБВ № 2 выглядывает из люка командирской рубки. На рубке — поручневая антенна радиостанции 71-ТК-2. Ленинградский фронт, май 1942

Моторный броневагон полностью бронирован. Корпус сварен из бронелистов толщиной 10—20 мм. Бортовые бронелисты наклонены на 10°.
Корпус — на главной раме. Основа рамы — две продольные балки, в нескольких местах соединённые меж собой поперечинами. Рама — на двух железнодорожных тележках, связанных шаровыми опорами и шкворнями. Передняя трёхосная тележка — опорная, задняя — двухосная, с установленными на ней двигателем и трансмиссией, ведущая.
Для внешней связи — радиостанция 71-ТК-2, поручневая антенна которой — на командирской рубке. Была возможность включения в телефонную линию.
Внутренняя связь по комплекту телефонной связи — морского типа на 10 абонентов, включавшей и 2 коммутатора — в командирской рубке и во второй башне, и аппарат радиста в радиорубке, а на второй мотоброневагон установлено внутреннее переговорное устройство СПУ-7р на 10 абонентов.

#### Боевое применение и служба мотоброневагонов Кировского завода
В конце 1937 г. оба мотоброневагона (МБВ) поступили в Ленинградский военный округ в дивизионы бронепоездов, тактико-технические характеристики позволяли применять их и в составе бронепоезда, и самостоятельно.
Во время советско-финской войны 1939-40 годов 8 марта 1940 года МБВ № 2 для испытаний в боевой обстановке придан 8-му отдельному дивизиону бронепоездов. С 10 марта МБВ подавлял огневые точки огнем с открытых позиций в районе полустанка Лиимата, отвлекая огонь нескольких артиллерийских и миномётных батарей, облегчая продвижение 123-й стрелковой дивизии вперед. 
Оба МБВ «прошли» всю Великую Отечественную и упоминаемая в некоторых источниках гибель МБВ № 1 в бою недействительна.

МБВ № 1. Видны стыки дополнительных накладных листов брони. Январь 1942

МБВ № 1 в июле 1941 года — в ремонте с демонтированным двигателем. 25 июля его, срочно отремонтированный, отправили в Москву. В сентябре-октябре 1941 года на Подольском машиностроительном заводе накладными листами брони толщиной 15—25 мм дополнено вертикальное бронирование корпуса и башен (стало толщиной 30—40 мм).
В декабре 1941 года № 1 вошел в 30-й отдельный дивизион бронепоездов (30-й ОДБП). В нём мотоброневагон воевал под Москвой, затем, после ремонта летом 1942 г., — на стыке Сталинградского и Северо-Кавказского фронтов.
В дальнейшем участвовал в освобождении Ростова-на-Дону, Таганрога и в боях на Чонгарском перешейке в Крыму.
В августе 1944 года 30-й ОДБП расформирован. МБВ № 1 направлен на ремонт и перевооружение (получил пушки Ф-34), после чего в феврале 1945 года вошёл в 59-й ОДБП 1-го Белорусского фронта, где и закончил войну.
После войны броневагон попал на склад № 2707 в Брянске.
Дальнейшие следы теряются, скорее всего, мотоброневагон разрезан на металл в 1960-х годах.
МБВ № 2 с мая 1939 года — на ЛБТКУКС.
20 июля — 30 августа 1941 года действовал с бронепоездом № 60 на участках Кингисепп — Молосковицы и в районе станции Чудово. 30 августа — 11 октября 1941 года ремонт в Ленинграде. В октябре 1941—1942 гг., действуя и на участках Рыбацкое — Саперная — Усть-Ижора.

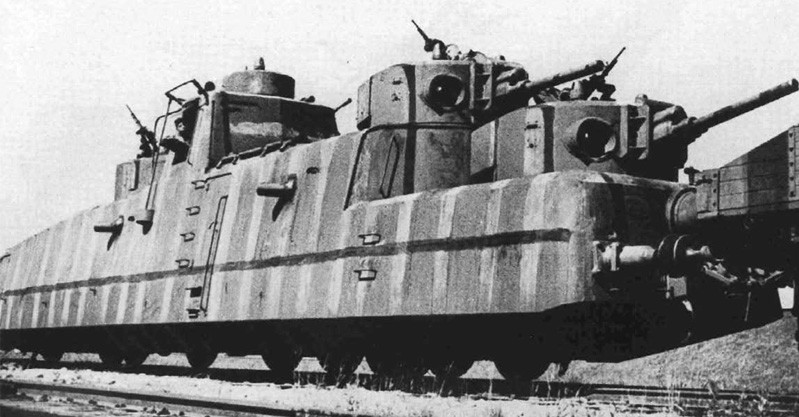
МБВ № 2 в составе 71-м ОДБП ещё с пушками Л-11. Ленинградский фронт, май 1942

В мае 1942 г. МБВ № 2 вошел в 71-й ОДБП. Дивизион по-прежнему действовал в районе станции Саперная. В декабре 1942 года мотоброневагон направили на ремонт на завод имени Сталина.
С 24 января 1943 года МБВ № 2 в 14-м ОДБП и до августа 1943 года поддерживал артиллерийским огнем части 23-й армии, с августа по декабрь действовал у Синявина в 67-й армии. В декабре 1943 года дивизион — в 53-ю армию и с января 1944 г. участвовал в боях по снятию блокады Ленинграда.
В ходе ремонта летом 1943 года на МБВ № 2 заменили пушки Л-11 на Ф-34.
МБВ активно эксплуатировался до Дня Победы, в основном в противовоздушной обороне железнодорожных станций и при восстановлении путей.
После расформирования дивизиона МБВ № 2 на базах хранения до 1965 года, когда передан для хранения на НИИИ БТ полигон в Кубинке, в экспозиции которого и по сей день.

#### Оценка проекта МБВ Кировского завода
На время создания МБВ Кировского завода — один из лучших образцов боевой железнодорожной техники. По меньшему силуэту и маневренности МБВ превосходил бронепоезда, а по защищённости не уступал им. 
МБВ с вооружением, практически равным двум-трём бронеплощадкам бронепоезда. Обеспечивая плотность и маневренность огня, МБВ был способен эффективно бороться с пехотой и огневыми точками противника и прикрывать железнодорожные объекты.
Создатели уделили внимание защите от атак авиации, для которой железнодорожная техника из-за привязки к железнодорожному полотну уязвима — но зенитные пулемёты винтовочного калибра обеспечивали слабую защиту, из-за этого на практике к МБВ нередко ещё и прицепляли бронеплатформу с 2 зенитными орудиями.
Высокая скорость позволяла активно маневрировать, что нередко — залог выживания в бою. Маневренность — и у бронедрезин, но МБВ превосходил бронедрезины в огневой мощи, он — практически полноценный бронепоезд.
Но скорость сочеталась с относительно слабой броней, защищавшей МБВ лишь от пуль и осколков снарядов. Но во время постройки МБВ 16—20-миллиметровая броня (ещё и установленная под углом) — на уровне среднего бронирования танков (у танков Т-26 выпуска после 1933 г. и у БТ-7 основная часть брони — толщиной 15 мм, у немецких Panzerkampfwagen I и Panzerkampfwagen II также основная часть брони — 15 мм, у Panzerkampfwagen III, массовое производство которого наладили лишь в 1940 году, в малосерийных выпусках 1936—1937 годов (время производства МБВ Кировского завода) толщина брони — в основном 15 мм).
К тому же, даже с противопульной бронёй МБВ весил почти 80 тонн — на ось — около 16 тонн, при том, что ещё при проектировании машину максимально «обжали», из-за чего место внутри корпуса расходовалось максимально.
Надёжность мотоброневагонов Кировского завода обеспечила длительную эксплуатацию обоих.
Модернизационный потенциал обеспечил двукратную модернизацию пушечного вооружения.

### Сохранившиеся экземпляры

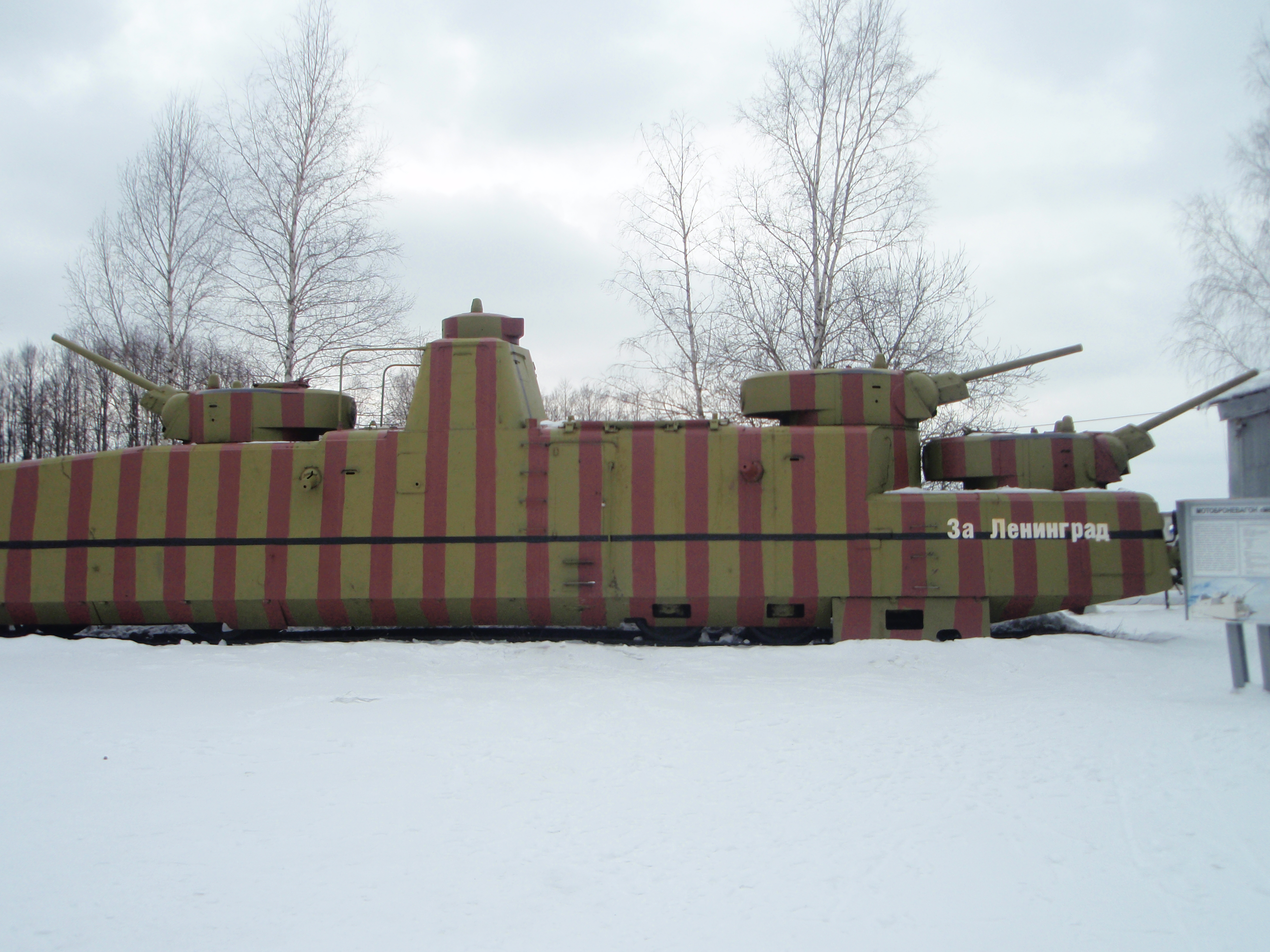
Сохранившийся до наших дней МБВ № 2 в открытой экспозиции бронетанкового музея в Кубинке.
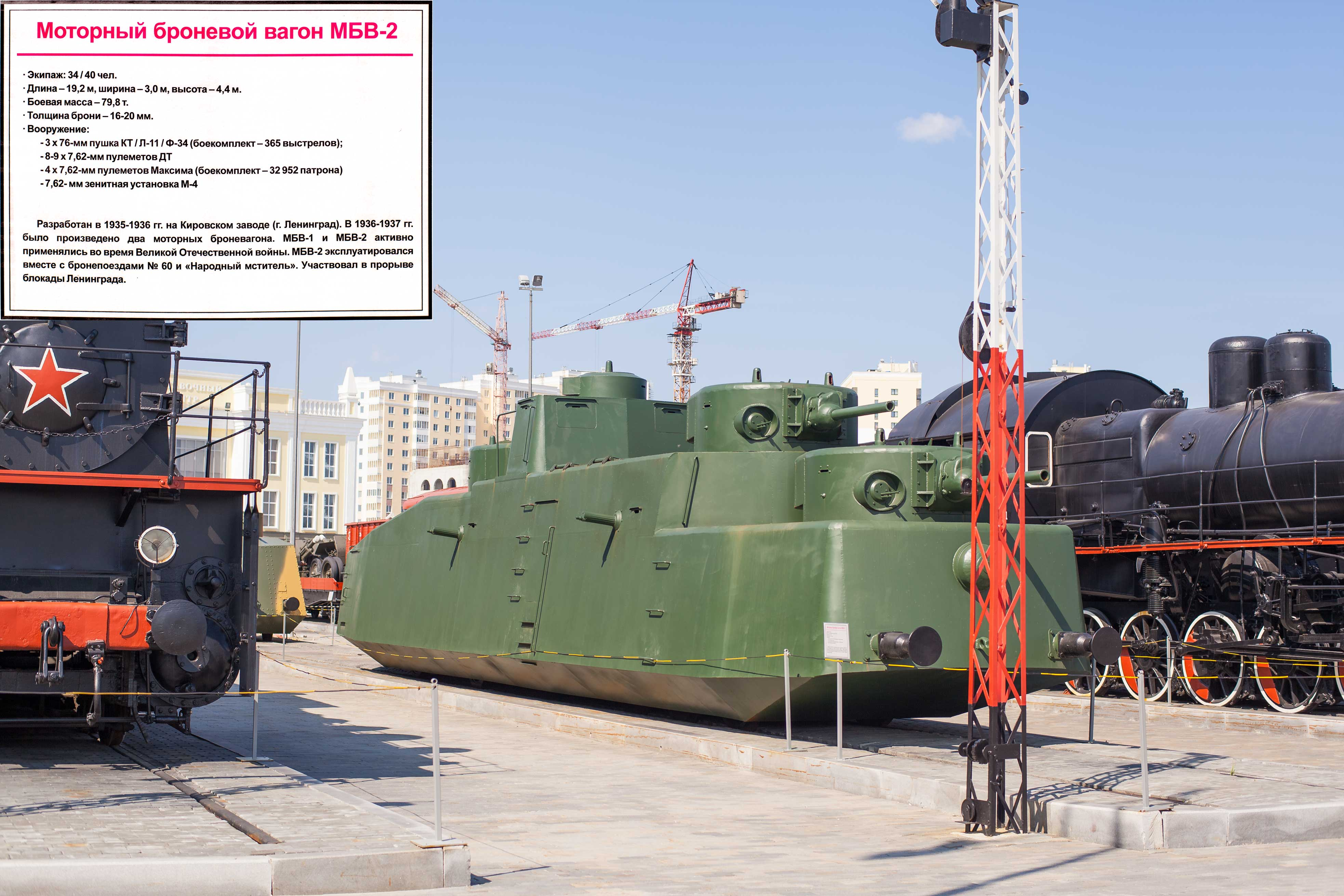
Макет МБВ в экспозиции музея военной техники «Боевая слава Урала».
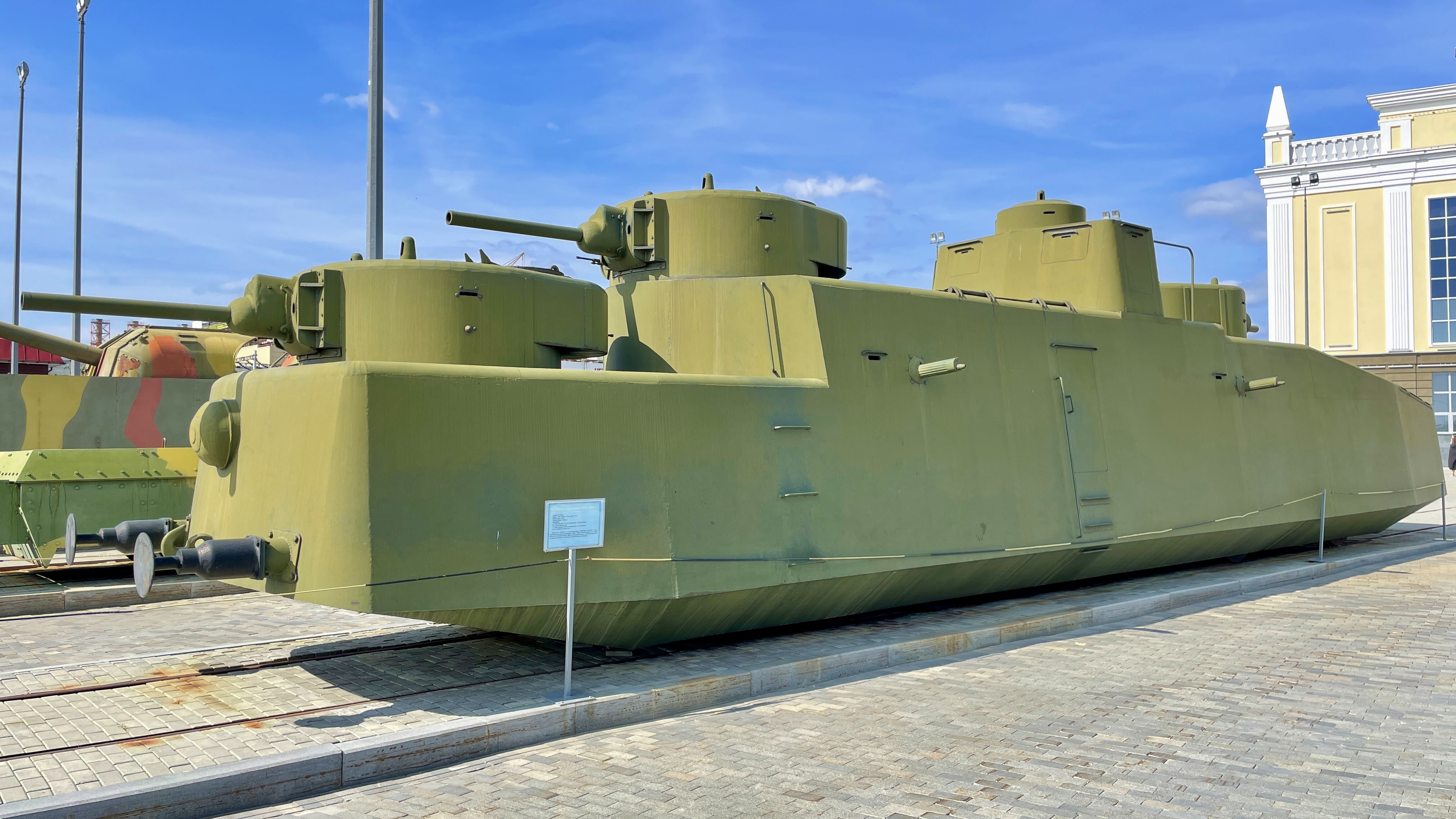

Мотоброневагон Кировского завода № 2, переданный в 1965 г. на полигон в Кубинке, сохранился, и сейчас — в экспозиции бронетанкового музея при полигоне.
Кроме того, в музее военной техники «Боевая слава Урала» в г. Верхняя Пышма Свердловской области — полноразмерный макет мотоброневагона Кировского завода.